# Nyassachromis nigritaeniatus
Nyassachromis nigritaeniatus е вид лъчеперка от семейство Цихлиди (Cichlidae).

## Разпространение
Видът е разпространен в Малави.